# Modernidade comportamental

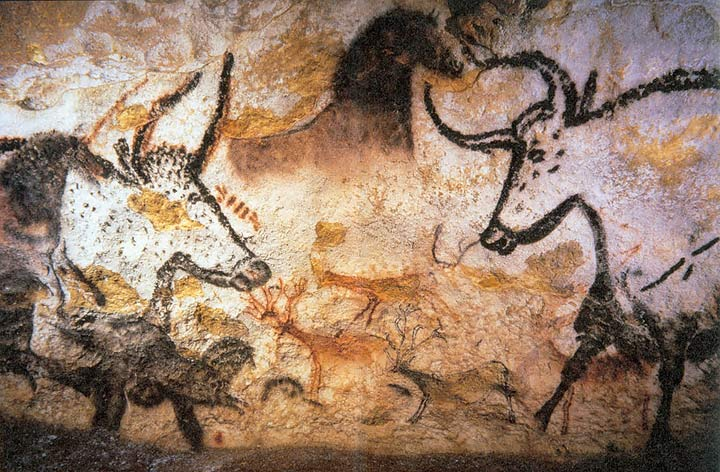
Pintura rupestre do Paleolítico Superior (dezesseis mil anos) da caverna de Lascaux, na França

A modernidade comportamental é um conjunto de traços comportamentais e cognitivos que distingue o Homo sapiens atual de outros humanos, hominídeos e primatas anatomicamente modernos. A maioria dos estudiosos concorda que o comportamento humano moderno pode ser caracterizado por pensamento abstrato, profundidade de planejamento, comportamento simbólico (por exemplo, arte, ornamentação), música e dança, caça silvestre e tecnologia de lâminas, entre outros. Subjacente a esses comportamentos e inovações tecnológicas estão fundamentos cognitivos e culturais que foram documentados experimentalmente e etnograficamente por antropólogos evolucionistas e culturais. Esses padrões universais humanos incluem adaptação cultural cumulativa, normas sociais, linguagem e ampla ajuda e cooperação além dos parentes próximos.
Dentro da tradição da antropologia evolucionária e disciplinas afins, argumenta-se que o desenvolvimento desses traços comportamentais modernos, em combinação com as condições climáticas do último período glacial e do último máximo glacial causando gargalos populacionais, contribuíram para o sucesso evolutivo do Homo sapiens em todo o mundo em relação aos neandertais, denisovanos e outros humanos arcaicos.
Surgindo de diferenças no registro arqueológico, o debate continua sobre se os humanos anatomicamente modernos também eram comportamentalmente modernos. Existem muitas teorias sobre a evolução da modernidade comportamental. Estes geralmente caem em dois campos: abordagens gradualistas e cognitivas. O Modelo do Paleolítico Superior Tardio teoriza que o comportamento humano moderno surgiu através de mudanças cognitivas e genéticas na África abruptamente por volta de quarenta a cinquenta mil anos atrás, na época da emigração da África. Outros modelos se concentram em como o comportamento humano moderno pode ter surgido através de etapas graduais, com as assinaturas arqueológicas de tal comportamento aparecendo apenas por meio de mudanças demográficas ou baseadas em subsistência. Muitos citam evidências de modernidade comportamental anterior (por pelo menos cerca de 150 mil a 75 mil anos atrás e possivelmente antes), principalmente na Idade da Pedra Média africana. Sally McBrearty e Alison S. Brooks são proponentes notáveis do gradualismo, desafiando os modelos centrados na Europa ao situar mais mudanças na Idade da Pedra Média da pré-história africana, embora esta versão da história seja mais difícil de desenvolver em termos concretos devido a um registro fóssil cada vez menor à medida que se retrocede no tempo.